# Collada de Cal Badoc
La Collada de Cal Badoc és una collada del terme municipal de Castellar de la Ribera, a la comarca del Solsonès, en l'àmbit del poble de Clarà.
Està situada a la part sud-oriental del terme, prop del límit amb Olius. És al sud-oest de Viladric i al sud de Cal Fuster, a llevant de Cària i de Puitdeponts i al nord-est de Pujantell, al sud-oest de Cal Badoc, que li dona el nom.